# Bourbriac
Bourbriac is een gemeente in het Franse departement Côtes-d'Armor, in de regio Bretagne. De plaats maakt deel uit van het arrondissement Guingamp. Bourbriac telde op 1 januari 2022 2.126 inwoners.

## Geografie
De oppervlakte van Bourbriac bedroeg op 1 januari 2022 71,86 vierkante kilometer; de bevolkingsdichtheid was toen 29,6 inwoners per km².
De onderstaande kaart toont de ligging van Bourbriac met de belangrijkste infrastructuur en aangrenzende gemeenten.

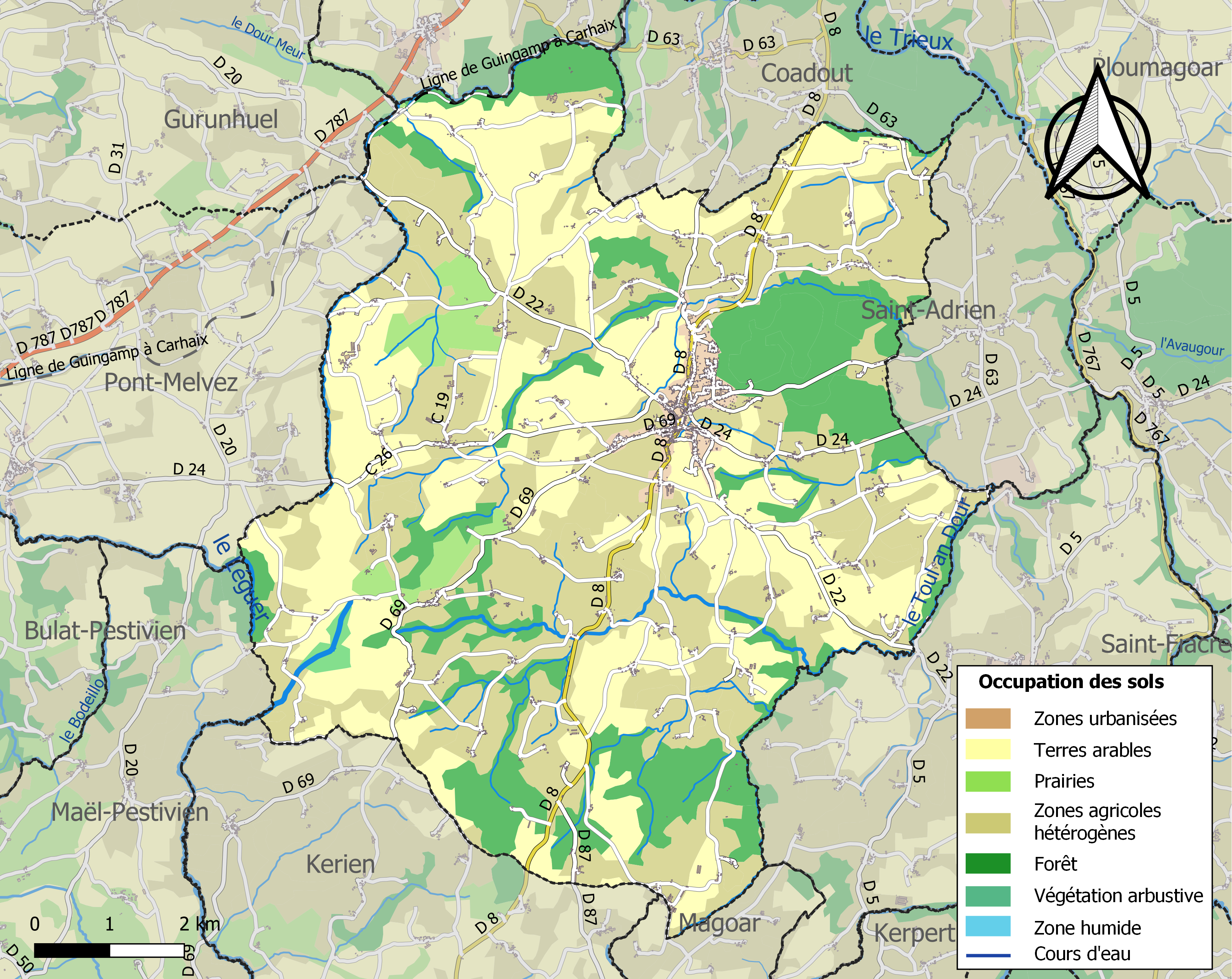

## Demografie
Onderstaande figuur toont het verloop van het inwonertal (bron: INSEE-tellingen).